# クラウディア・ガデーリャ
クラウディア・ガデーリャ（Cláudia Gadelha、1988年12月7日 - ）は、ブラジルの女性元総合格闘家。リオグランデ・ド・ノルテ州モソロー出身。ノヴァウニオン所属。

## 来歴
2008年7月5日、デビュー戦を腕ひしぎ十字固めで一本勝ち。
2010年9月25日、カリンドラ・ファリアと対戦し、腕ひしぎ十字固めで一本勝ち。
2013年5月11日、エリカ・チブリシオと対戦し、判定勝ち。
2013年7月13日、Invicta FC 6で浜崎朱加と対戦し、パウンドでTKO勝ち。
2013年12月7日、Invicta FC 7でカーラ・エスパルザと戦う予定であったが、胃腸炎で試合を欠場した。

### UFC
2014年7月16日、UFCデビュー戦。UFC Fight Night: Cowboy vs. Millerでティナ・ラーデマキと対戦し、判定勝ち。UFCで初めての女子ストロー級の試合であった。
2014年12月13日、UFC on FOX 13でヨアナ・イェンジェイチックと対戦し、1-2の判定負けでキャリア初黒星を喫した。
2015年8月1日、UFC 190で女子ストロー級ランキング15位のジェシカ・アギラーと対戦し、3-0の判定勝ちを収めた。
2016年7月8日、The Ultimate Fighter 23 Finaleで因縁のヨアナ・イェンジェイチックと再戦し、0-3の判定負けを喫し王座獲得に失敗した。ファイト・オブ・ザ・ナイトを受賞した。試合後のインタビューで因縁のあったイェンジェイチックと和解した。
2017年6月3日、UFC 212で女子ストロー級ランキング2位のカロリーナ・コバケビッチと対戦し、リアネイキッドチョークで一本勝ちを収めた。
2017年9月23日、日本で開催されたUFC Fight Night: Saint Preux vs. Okamiで女子ストロー級ランキング4位のジェシカ・アンドラージと対戦し、判定負け。ファイト・オブ・ザ・ナイトを受賞した。
2018年6月9日、UFC 225で女子ストロー級ランキング6位のカーラ・エスパルザと対戦し、2-1の判定勝ち。
2018年12月8日、UFC 231で女子ストロー級ランキング11位のニーナ・アンサロフと対戦し、判定負け。
2019年7月6日、UFC 239: Jones vs. Santosで女子ストロー級ランキング14位のランダ・マルコスと対戦し、判定勝ち。
2020年11月7日、UFC Fight Night: Santos vs. Teixeiraで女子ストロー級ランキング8位のヤン・シャオナンと対戦し、0-3の判定負け。
2021年12月17日、総合格闘技からの引退を発表。

## 戦績
| 総合格闘技 戦績 | 総合格闘技 戦績 | 総合格闘技 戦績 | 総合格闘技 戦績 | 総合格闘技 戦績 | 総合格闘技 戦績 | 総合格闘技 戦績 |
| --------------- | --------------- | --------------- | --------------- | --------------- | --------------- | --------------- |
| 23 試合         | (T)KO           | 一本            | 判定            | その他          | 引き分け        | 無効試合        |
| 18 勝           | 2               | 7               | 9               | 0               | 0               | 0               |
| 5 敗            | 0               | 0               | 5               | 0               | 0               | 0               |

| 勝敗 | 対戦相手                   | 試合結果                       | 大会名                                                                 | 開催年月日     |
| ×    | ヤン・シャオナン           | 5分3R終了 判定0-3              | UFC Fight Night: Santos vs. Teixeira                                   | 2020年11月7日  |
| ○    | アンジェラ・ヒル           | 5分3R終了 判定2-1              | UFC on ESPN 8: Overeem vs. Harris                                      | 2020年5月16日  |
| ○    | ランダ・マルコス           | 5分3R終了 判定3-0              | UFC 239: Jones vs. Santos                                              | 2019年7月6日   |
| ×    | ニーナ・アンサロフ         | 5分3R終了 判定0-3              | UFC 231: Holloway vs. Ortega                                           | 2018年12月8日  |
| ○    | カーラ・エスパルザ         | 5分3R終了 判定2-1              | UFC 225: Whittaker vs. Romero 2                                        | 2018年6月9日   |
| ×    | ジェシカ・アンドラージ     | 5分3R終了 判定0-3              | UFC Fight Night: Saint Preux vs. Okami                                 | 2017年9月23日  |
| ○    | カロリーナ・コバケビッチ   | 1R 3:03 リアネイキッドチョーク | UFC 212: Aldo vs. Holloway                                             | 2017年6月3日   |
| ○    | コートニー・ケイシー       | 5分3R終了 判定3-0              | UFC Fight Night: Bader vs. Nogueira 2                                  | 2016年11月19日 |
| ×    | ヨアナ・イェンジェイチック | 5分5R終了 判定0-3              | The Ultimate Fighter 23 Finale 【UFC世界女子ストロー級タイトルマッチ】 | 2016年7月8日   |
| ○    | ジェシカ・アギラー         | 5分3R終了 判定3-0              | UFC 190: Rousey vs. Correia                                            | 2015年8月1日   |
| ×    | ヨアナ・イェンジェイチック | 5分3R終了 判定1-2              | UFC on FOX 13: dos Santos vs. Miocic                                   | 2014年12月13日 |
| ○    | ティナ・ラーデマキ         | 5分3R終了 判定3-0              | UFC Fight Night: Cowboy vs. Miller                                     | 2014年7月16日  |
| ○    | 浜崎朱加                   | 3R 3:58 TKO（パウンド）        | Invicta FC 6: Coenen vs. Cyborg                                        | 2013年7月13日  |
| ○    | エリカ・チブリシオ         | 5分3R終了 判定3-0              | Max Sport 13.2                                                         | 2013年5月11日  |
| ○    | アドリアナ・ビエイラ       | 1R 1:35 TKO（パンチ）          | Shooto Brazil 34                                                       | 2012年9月21日  |
| ○    | ヴァレリー・レターノー     | 5分3R終了 判定2-1              | Wreck MMA: Road to Glory                                               | 2012年4月20日  |
| ○    | カリンドラ・ファリア       | 1R 1:10 腕ひしぎ十字固め       | Hard Fight Championship                                                | 2010年9月25日  |
| ○    | アレッサンドラ・シウバ     | 1R 腕ひしぎ十字固め            | Expo Fighting Championship: Day Two                                    | 2010年8月22日  |
| ○    | アリアン・モンテイロ       | 1R 2:08 チョークスリーパー     | Itu Fight Championship                                                 | 2010年6月4日   |
| ○    | ダヴィナ・マシエル         | 1R 1:26 腕ひしぎ十字固め       | Vision Fight 1                                                         | 2009年12月20日 |
| ○    | アリーン・ネリー           | 5分3R終了 判定3-0              | Shooto Brazil 14                                                       | 2009年11月28日 |
| ○    | ジュリアナ・ジ・ソウザ     | 1R 1:29 腕ひしぎ十字固め       | Watch Out Combat Show 4                                                | 2009年6月25日  |
| ○    | エレイン・レイチ           | 1R 0:17 腕ひしぎ十字固め       | Force Fighting Championship 1                                          | 2008年7月5日   |

## 表彰
- ブラジリアン柔術 黒帯
- UFC ファイト・オブ・ザ・ナイト（1回）